# Dowództwo Garnizonu Warszawa

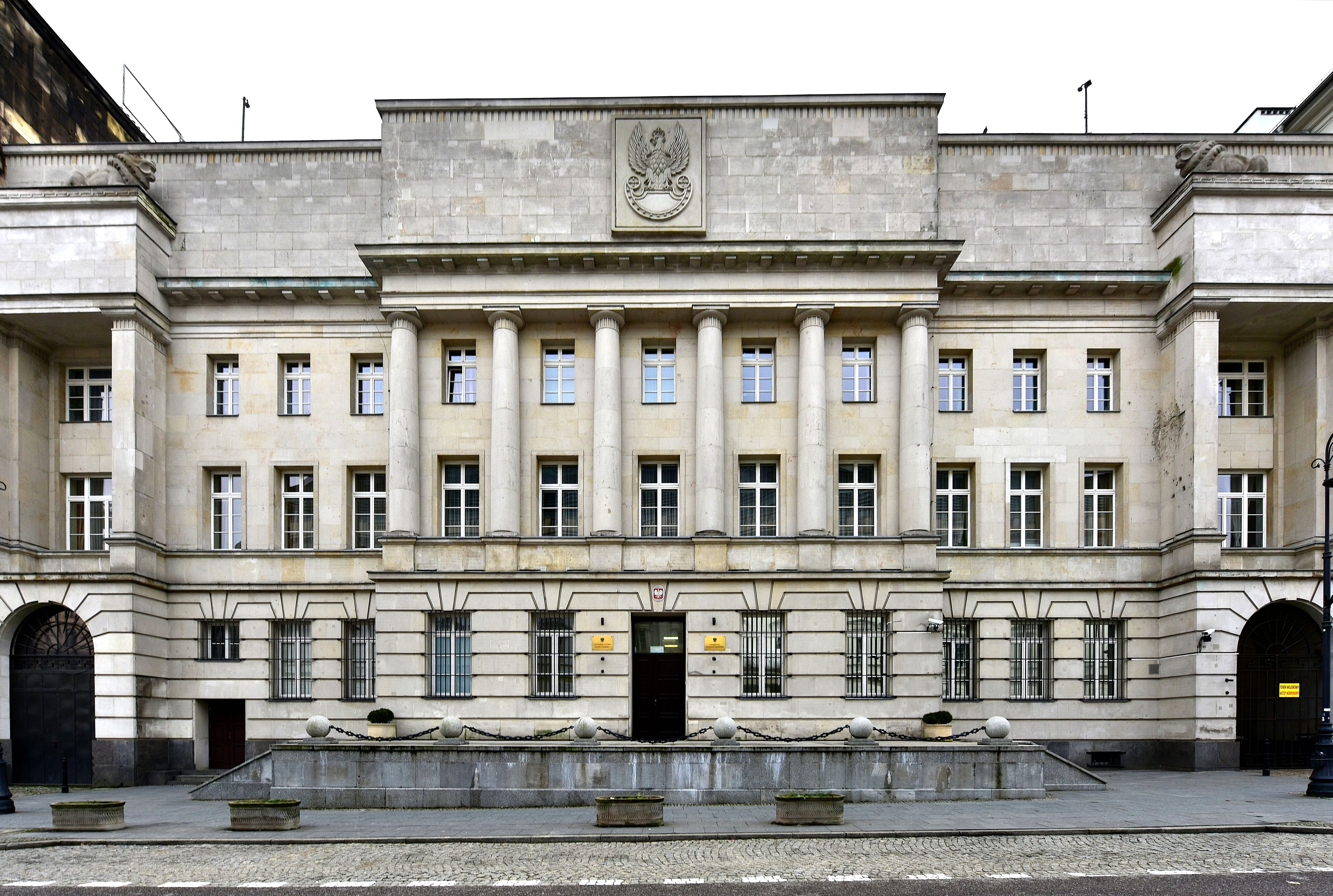
Budynek Komendy Miasta przy ul gen. M. Karaszewicza-Tokarzewskiego 4

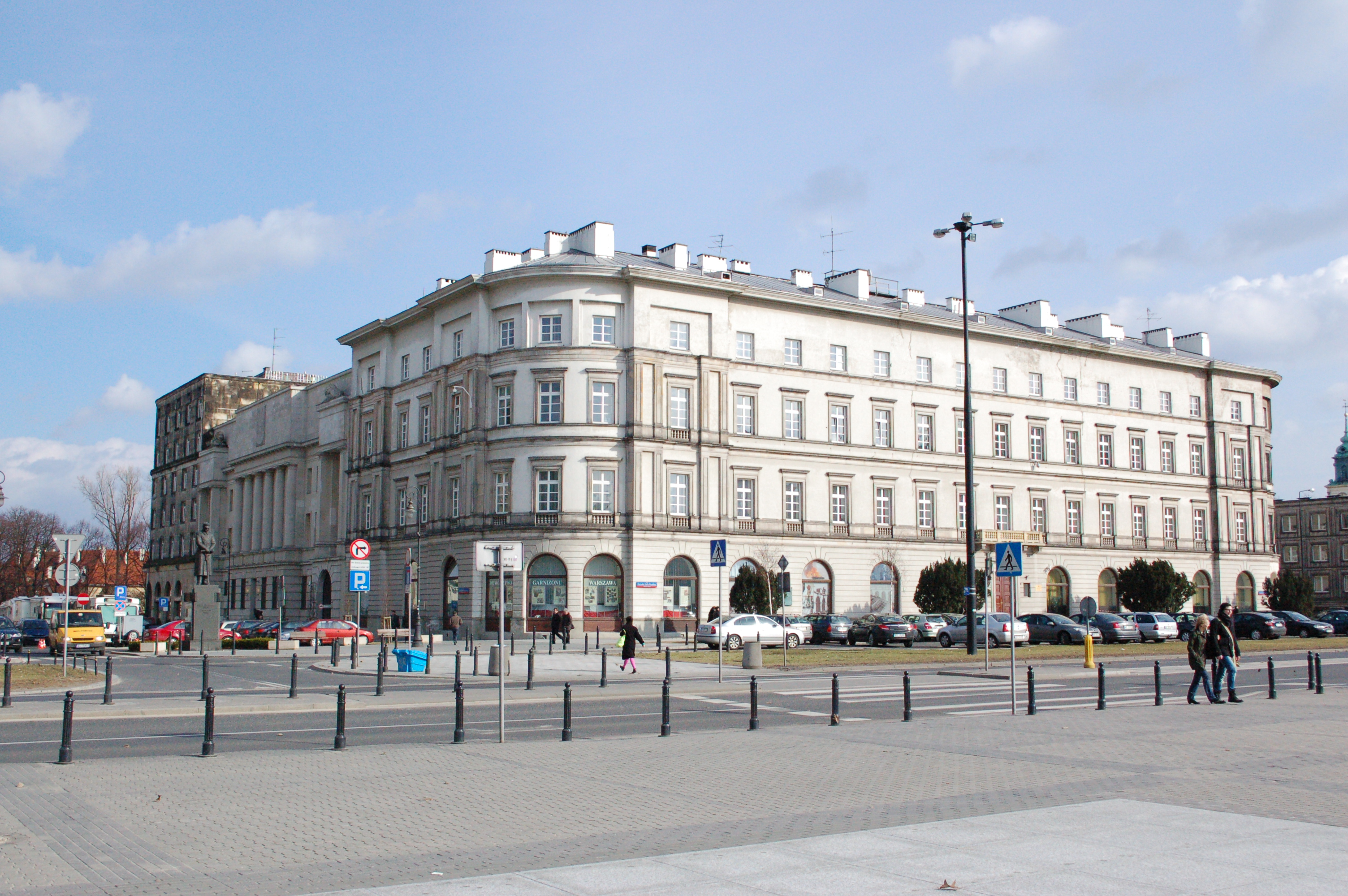
Dawny Budynek Sądów wojskowych, obecnie Dowództwa Garnizonu Warszawa, przy pl. marsz. Józefa Piłsudskiego 4

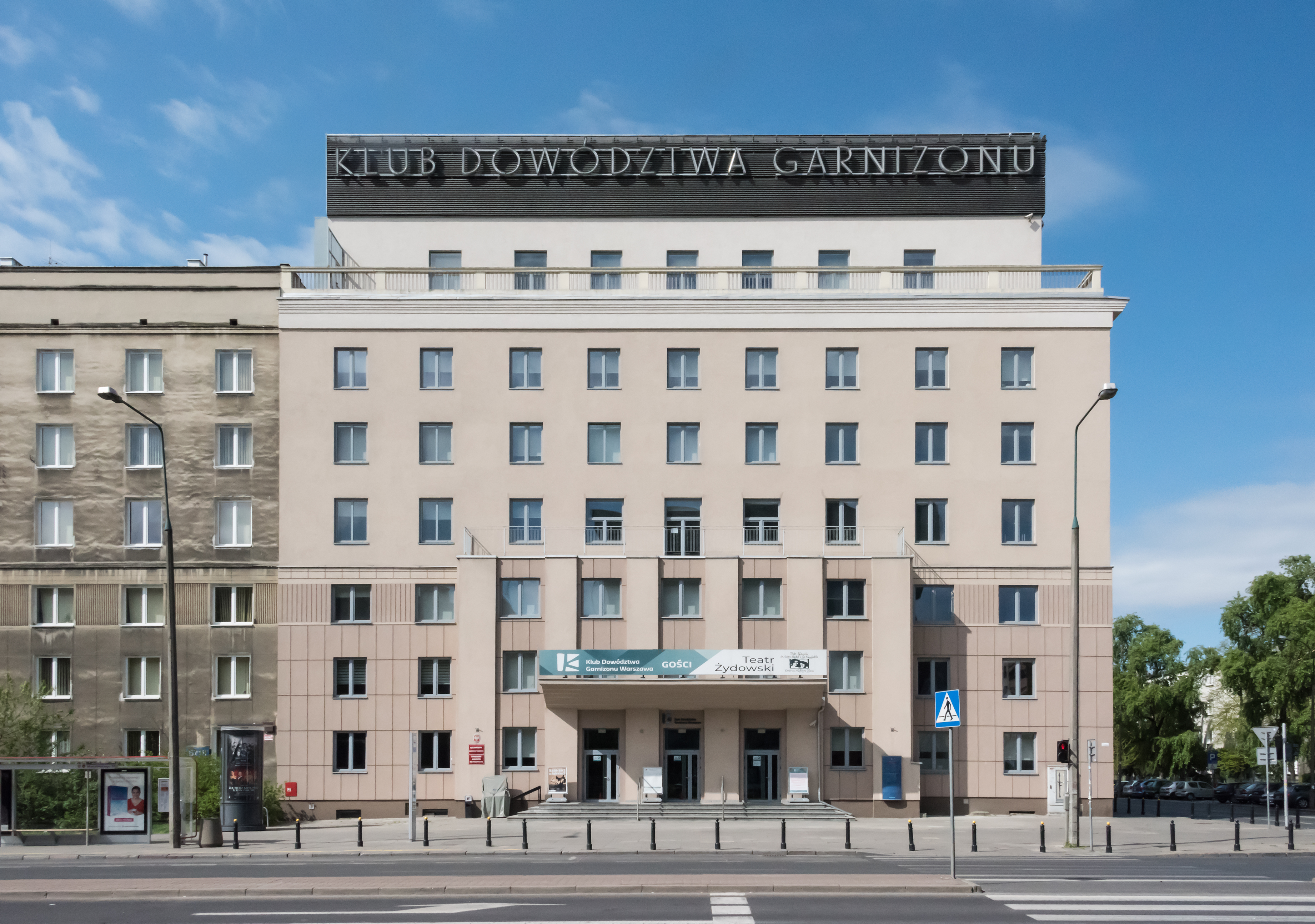
Klub Dowództwa Garnizonu Warszawa przy al. Niepodległości 141a

Dowództwo Garnizonu Warszawa (DGW) – polska jednostka organizacyjna wojska realizująca przedsięwzięcia mające na celu przygotowanie sił i środków zapewniających sprawne funkcjonowanie na szczeblu centralnym systemów dowodzenia i łączności, a także działania związane z zaopatrywaniem logistycznym i fizyczną ochroną instytucji MON. Powstało 1 sierpnia 1995 z rozformowanego Dowództwa Zgrupowania Jednostek Zabezpieczenia MON.
Siedziba Dowództwa znajduje się w połączonych budynkach Komendy Miasta i dawnych Sądów Wojskowych przy ul. gen. M. Karaszewicza-Tokarzewskiego 4 i pl. marsz. Józefa Piłsudskiego 4.

## Skład[1]
- 15 Brygada Łączności, Sieradz, ul. Wojska Polskiego 78
- Brygada Ochrony, Warszawa, ul. Żwirki i Wigury 9/13
- 10 Brygada Łączności, Wrocław, ul. Trzmielowicka 28
- 10 Warszawski Pułk Samochodowy, Warszawa, ul. 29 Listopada 1
- Pułk Reprezentacyjny Wojska Polskiego, Warszawa, ul. Hynka 2
- Oddział Zabezpieczenia DGW, Warszawa, ul. Banacha 2
- Oddział Zabezpieczenia, Warszawa, ul. Bystra 1
- Oddział Zabezpieczenia Garnizonu Stołecznego, Warszawa, ul. Żwirki i Wigury 9/13
- Wojskowy Ośrodek Szkoleniowo-Kondycyjny - Mrągowo, Mrągowo, Półwysep Czterech Wiatrów 1
- 24 Polowa Techniczna Baza Wojsk Łączności, Opole
- Ośrodek Reprezentacyjny MON, Helenów
- Klub DGW, Warszawa, al. Niepodległości 141a
- Drukarnia Wydawnictw Specjalnych, Warszawa, ul. Radiowa 49
- Orkiestra Reprezentacyjna WP, Warszawa, ul. Franciszka Hynka 2
- Orkiestra Wojskowa w Warszawie, 05-076 Warszawa 3, ul. Okuniewska 1
- Orkiestra Reprezentacyjna Sił Powietrznych w Poznaniu, 60-811 Poznań, ul. Bukowska 34
- Orkiestra Wojskowa w Dęblinie, 08-521 Dęblin, ul. Florera 203
- Orkiestra Wojskowa w Bytomiu, 41-902 Bytom, ul.Oświęcimska 33
- Orkiestra Wojskowa w Koszalinie, 75-901 Koszalin, ul. Wojska Polskiego 66
- Orkiestra Wojskowa w Radomiu,26-600, Radom, ul.Sadków 5
- Orkiestra Reprezentacyjna Wojsk Lądowych we Wrocławiu, 50-984 Wrocław, ul. Obornicka 108
- Orkiestra Wojskowa w Krakowie, 30-901 Kraków, ul. Wrocławska 82
- Orkiestra Wojskowa w Rzeszowie, 35-900 Rzeszów, ul. Langiewicza 4
- Orkiestra Wojskowa w Elblągu, 82-300 Elbląg, ul. Królewiecka 167
- Orkiestra Wojskowa w Giżycku, 11-500 Giżycko, ul. Moniuszki 7
- Orkiestra Wojskowa w Lublinie, 20-400 Lublin, ul. Nowy Świat 40
- Orkiestra Wojskowa w Szczecinie, 70-907 Szczecin, ul. Ku Słońcu 33a
- Orkiestra Wojskowa w Siedlcach, 08-110 Siedlce, ul. Składowa 39
- Orkiestra Wojskowa w Żaganiu, 68-100 Żagań, ul. Żarska 50
- Orkiestra Reprezentacyjna Marynarki Wojennej w Gdyni, 81-103 Gdynia 3, ul. Rondo Bitwy pod Oliwą 1
- Orkiestra Wojskowa w Świnoujściu, 72-604 Świnoujście, ul. Steyera 6
- Orkiestra Wojskowa w Bydgoszczy, 85-915 Bydgoszcz, ul. Warszawska 10
- Orkiestra Wojskowa w Toruniu, 87-100 Toruń, ul. Sienkiewicza 37

## Zadania
Do głównych zadań realizowanych przez DGW należy:
- zabezpieczenie działalności MON i centralnych jednostek SZ, poprzez środki materiałowe i techniczne
- zapewnienie funkcjonowania systemu dowodzenia i łączności dla potrzeb komórek organizacyjnych MON i jednostek centralnych SZ
- organizacja uroczystości państwowych, wojskowych i patriotyczno-religijnych zgodnie z ceremoniałem wojskowym
- ochrona obiektów MON
- nadzorowanie przestrzegania dyscypliny i porządku wojskowego, przy współdziałaniu z Żandarmerią Wojskową

## Dowództwo
- Dowódca Garnizonu Warszawa: gen. dyw. Tomasz Dominikowski[2]
- Zastępca Dowódcy Garnizonu Warszawa: gen. bryg. Damian Matysiak[3]
- Zastępca Dowódcy - Szef Logistyki DGW: płk Jarosław Musiał[4]
- Szef Sztabu DGW: płk Witold Lipiński

## Dowódcy
- gen. bryg. dr hab. Stefan Włudyka (1995-1998)
- gen. dyw. Marian Mainda (1998-2004)
- gen. dyw. Jan Klejszmit (2004-2006)
- płk/gen. bryg. Kazimierz Gilarski (2006-† 10 IV 2010)
- gen. dyw. dr Wiesław Grudziński (2010-2016)
- gen. dyw. Robert Głąb (07.03.2016–30.06.2021)[5][6]
- gen. dyw. Tomasz Dominikowski (01.10.2021–)[7]